# Beidou, Fengshun
Beidou är en köping i sydöstra Kina. Den ligger i Fengshun härad i staden Meizhou i provinsen Guangdong, omkring 300 kilometer öster om provinshuvudstaden Guangzhou. Antalet invånare är 7 366. Befolkningen består av 3 680 kvinnor och 3 686 män. Barn under 15 år utgör 26,0 %, vuxna 15-64 år 59 %, och äldre över 65 år 13,0 %.